# Hafjell GP
A Hafjell GP é uma corrida de ciclismo de estrada profissional de um dia em formato de contrarrelógio individual que se realiza na Noruega, foi criada em 2018 e recebeu a categoria 1.2 dentro dos Circuitos Continentais da UCI fazendo parte do UCI Europe Tour.
A corrida faz parte de Uno-X Development Weekend, circuito que se realiza no final de agosto e inícios de setembro nas províncias de Hedmark e Oppland na Noruega e que compreende as corridas de Hafjell GP, Lillehammer GP e Gylne Gutuer.

## Palmarés
| Ano  | Vencedor           | Segundo               | Terceiro              |           |
| ---- | ------------------ | --------------------- | --------------------- | --------- |
| 2018 | Martin Toft Madsen | Mikkel Bjerg          | Johan Price-Pejtersen |           |
| 2019 | Mikkel Bjerg       | Johan Price-Pejtersen | Rasmus Quaade         |           |
| 2020 | Andreas Leknessund | Stein-Erik Eriksen    | Tore Andre Aase Vabø  |           |
| 2021 | cancelado          | cancelado             | cancelado             | cancelado |

## Palmarés por países
| País      | Vitórias |
| --------- | -------- |
| Dinamarca | 2        |
| Noruega   | 1        |